# Lindsaea vieillardii
Lindsaea vieillardii är en ormbunkeart som beskrevs av Georg Heinrich Mettenius. Lindsaea vieillardii ingår i släktet Lindsaea och familjen Lindsaeaceae. Utöver nominatformen finns också underarten L. v. serrata.